# パンタネッラ駅
パンタネッラ駅（伊: Stazione di Pantanella）は、 イタリア共和国ローマ県のパンタネッレ（チャンピーノとマリーノにまたがる分離集落）にある鉄道駅。ローマ＝アルバーノ線の駅の一つ。国道217ヴィア・デイ・ラーギ沿いに位置する。